# Tipula sublimitata
Tipula sublimitata är en tvåvingeart. Tipula sublimitata ingår i släktet Tipula och familjen storharkrankar.

## Underarter
Arten delas in i följande underarter:
- T. s. atrodeclivis
- T. s. sublimitata